# De Kinderacademie
De Kinderacademie is een programma van de Vlaamse commerciële zender VTM dat werd uitgezonden tussen 1989 en 1994. Het programma werd gepresenteerd door Walter Capiau.
Het programma bestond uit optredens van kleuters tot 12-jarigen. Het kon gaan om:
- het zingen of playbacken van een lied,
- het opzeggen van een gedicht of tekst,
- een optreden met een muziekinstrument zoals piano, blokfluit, viool, trompet.

De kinderen werden bij sommige optredens muzikaal bijgestaan door Tars Lootens.
Voor het optreden interviewde Walter Capiau de kinderen. Hun antwoorden waren soms hilarisch, waardoor het publiek meermaals in een lachsalvo schoot. Na het optreden kregen de kinderen meestal enkele gezelschapsspelen cadeau.
Volgens de Belgische wetgeving was De Kinderacademie een programma dat viel in de categorie "bedoeld voor kinderen". Door een aanpassing in de Belgische wetgeving mocht er plots voor, tijdens en na kinderprogramma's geen reclame meer worden uitgezonden. Aangezien VTM leefde van reclame-inkomsten, besloot de zender om te stoppen met het programma.

## Trivia
- Een van de meest memorabele kandidates uit het programma was Silvy De Bie. Zij zong op negenjarige leeftijd het liedje Ben van Michael Jackson. Iedereen vond haar optreden zo goed, dat ze prompt een platencontract kreeg. Ze bracht onder de naam Sylvie Melody enkele succesvolle singles uit, waaronder een Nederlandstalige variant van Ben. Haar succes was enorm groot, maar stopte abrupt toen ze 13 jaar was: de wetgever beschouwde haar activiteiten als "min-16-jarige" als een inbreuk op de wet van kinderarbeid.[2] Later keerde zij terug als lid van de groep Sylver.